# Buena Vista, San Pedro Ixtlahuaca
Buena Vista är en ort i Mexiko.   Den ligger i kommunen San Pedro Ixtlahuaca och delstaten Oaxaca, i den sydöstra delen av landet, 400 km sydost om huvudstaden Mexico City. Buena Vista ligger 1 648 meter över havet och antalet invånare är 482.
Terrängen runt Buena Vista är kuperad söderut, men norrut är den platt. Terrängen runt Buena Vista sluttar österut. Runt Buena Vista är det tätbefolkat, med 570 invånare per kvadratkilometer. Närmaste större samhälle är Oaxaca de Juárez, 8,5 km öster om Buena Vista. I omgivningarna runt Buena Vista växer huvudsakligen savannskog.